# Cristóbal María Cortés y Vitas
Cristóbal María Cortés y Vitas (Tudela, Navarra, 12 de febrero de 1740 - íd. 10 de abril de 1804), dramaturgo y poeta español del Neoclasicismo.

## Biografía
Su padre, Vicente, fue Regidor del Ayuntamiento de Tudela. Él hijo lo fue también varias veces. Por Decreto del Consejo de Navarra, se le autorizó en 1786 para ejercer el empleo de teniente de alcalde, a pesar de haberlo ejercido el año anterior. Ocupó otros diversos cargos de importancia, por ejemplo procurador en las Cortes de Navarra en 1794 y 1801, y, entre otros cargos, vicerrector de la sociedad económica de Tudela, denominada Sociedad Tudelana de los Deseosos del Bien Público, para la cual compuso la Égloga entre Fileno y Menandro (1779) entre otras muchas y, con motivo de la conversión en catedral de la iglesia de Tudela, El triunfo de la paz (Madrid, 1785). Casó con doña Coleta Borda. Murió en Tudela y fue sepultado en la Magdalena doce días después, el 22 de abril de 1804.

## Obras
Además de latín y francés, sabía inglés y tradujo de esta lengua La venganza de Young en 1785. Dentro de la tragedia neoclásica, su obra Atahualpa se inscribe en la línea de inspiración americana, junto a títulos como Moctezuma de Juan Pablo Forner. La pieza de Cortés fue considerada digna de imprimirse en Madrid en 1784 en un concurso cuyo jurado estaba presidido por Jovellanos; obtuvo el tercer premio. Otras tragedias suyas, según Francisco Aguilar Piñal, son Sancha de Navarra (1800), de tema medieval, en la estela de la Raquel de Vicente García de la Huerta, y Eponima o El amor conyugal (1802). Otros críticos le atribuyen seis piezas más: Pelayo (1774), El tono del gran mundo, El Conde don García de Castilla, Ana Bolena, La venganza y Balbina, la mayoría de ellas en paradero desconocido o perdidas.